# Chili
 For alternative betydninger, se Chili (flertydig). (Se også artikler, som begynder med Chili)
Chili er et stærkt krydderi og ordet kommer fra chilli på nahuatl-sproget.
Chilifrugterne kommer fra planteslægten Capsicum, der hører under Natskyggefamilien. De indeholder stoffet capsaicin, som er det stof, der gør chilier stærke. Capsaicin stimulerer nerver i huden og tungen, som normalt reagerer på varme og smerte og hjernen narres til at tro, at man brænder sig. Chiliens styrke måles i Scoville Heat Unit (SHU) ud fra Scoville-skalaen. 
Chilien stammer givetvis fra Bolivia, hvorfra den er spredt til store dele af Syd- og Mellemamerika. De første arkæologiske beviser for menneskelig anvendelse af chili er fra Peru. De kan dateres helt tilbage til omkring 8.000-10.000 fvt. Senere er chilien blevet domesticeret af de præcolumbianske folk og efter Columbus' rejser til Amerika udbredt til Europa, Afrika, Indien og Asien via de traditionelle krydderihandelsruter. 
Mange krydderier, deriblandt chili, har den positive bieffekt at de er bakteriedræbende.Capsaicin bruges blandt andet til at dæmpe fantom-smerter.
Capsaicin virker kun på pattedyr, men ikke fugle, som spiser chili. Det er chiliplantens måde at sikre sig overlevelse på; fuglene spreder frøene, så nye planter sås. 
Mennesket spiser chili. Det kan give visse helbredsmæssige fordele, men kan også virke generende. 
Chili benyttes i madlavning frisk, i olie eller tørrede som frø eller pulver. En kendt chili-ret er Chili con carne (Chili med kød) og chili er hovedbestanddelen i Harissa.

## Chilivarianter
Der findes over 25 forskellige overordnede arter af chili og mange hundrede sorter herunder. Langt de fleste arter er vilde chilier, mens de chili, der produceres/dyrkes er inddelt i fem arter: nemlig:
- Capsicum annuum (Hertil hører den dyrkede peberfrugt, samt en del chilisorter, f.eks. Jalapeño)
- Capsicum chinense (Herunder f.eks. Habanero)
- Capsicum frutescens (Herunder f.eks. sorten Tabasco)
- Capsicum baccatum  (Herunder f.eks. sorten Aji Benito) og
- Capsicum pubescens (Herunder f.eks. Rocoto Canario).

Sorterne varierer i styrke, form og farve, fra mild til stærk, fra små til store, fra grønne, sorte, orange og røde og lilla. 
Ens for alle chilivarianter er at der er mest styrke i chilifrugten i den ende hvor stilken sidder.   Størstedelen af det stærke stof capsaicin sidder i frøstolen, frøstolen er det sted hvor frøene sidder. 
Verdens stærkeste er ifølge Guinness Rekordbog chili-frugten Carolina Reaper.
De mest almindelige chilivarianter efter styrkeforhold:
Habanero – Meget stærk. 
Tabasco – Stærk. 
Cayenne – Stærk/Middel. 
Jalapeño – Mild. 
Peberfrugt – Ingen capsaicin.